# Новий Енгеной
Новий Енгеной (рос. Новый Энгеной) — село у Гудермеському районі Чечні Російської Федерації.
Населення становить 3659 осіб (2019). Входить до складу муніципального утворення Ново-Енгенойське сільське поселення.

## Історія
Згідно із законом від 27 лютого 2009 року органом місцевого самоврядування є Ново-Енгенойське сільське поселення.

## Населення
| 1990  | 2002  | 2010  | 2012  | 2013  | 2014  | 2015  |
| ----- | ----- | ----- | ----- | ----- | ----- | ----- |
| 862   | ↗2221 | ↗3021 | ↗3159 | ↗3240 | ↗3307 | ↗3387 |
| 2016  | 2017  | 2018  | 2019  |       |       |       |
| ↗3475 | ↗3523 | ↗3587 | ↗3659 |       |       |       |